# Andrea Lastrucci
Andrea Lastrucci (Prato, 23 marzo 1960 – Prato, 27 agosto 2020) è stato un arbitro di calcio a 5 italiano.

## Biografia
Di professione imbianchino e decoratore con una ditta familiare, è mancato il 27 agosto 2020 in seguito all'aggravarsi di una malattia incurabile.

## Carriera
Arbitro effettivo dal 1989, dirige la sua prima gara di calcio a 5 nel 1991. Il suo esordio in Serie A fu il 19 dicembre 1991 nella gara Camel Vigna Stelluti-Settimo Torinese, 5-2.
Il 24 aprile 1994 arbitra la finale dell'European Champions Tournament a Madrid, Marsanz Torrejon-MNK Uspinjača Zagreb. Un anno dopo viene nominato arbitro internazionale FIFA e esordisce con la qualifica nella gara Croazia-Belgio del Torneo Quattro Nazioni nell'ottobre 1996.
Nel 1997 dirige la finale di Coppa Intercontinentale a Mosca, gara Dina Mosca-Ulbra.
Nel 1998 dirige la finale del 1° Mondiale per Club a Genk.
Dirige la finale dell'UEFA Futsal Championship per due volte: il 28 febbraio 1999 nell'UEFA Futsal Championship 1999 a Granada, gara Spagna-Russia, e il 28 febbraio 2001 nell'UEFA Futsal Championship 2001 a Mosca, gara Spagna-Ucraina.
Nella sua carriera ha diretto tre finali scudetto e tre finali di Coppa Italia e ha totalizzato oltre 200 presenze in Serie A e 140 da internazionale.
Dal 2001 al 2010 è stato responsabile della C.A.N. 5 e componente del comitato nazionale AIA.
Al termine della carriera arbitrale ha rivestito gli incarichi di istruttore, osservatore e designatore. Nel 2002 è stato nominato delegato UEFA mentre l'anno seguente arbitro internazionale benemerito.
Nel 2003 e nel 2005 è nominato istruttore rispettivamente del primo corso e del secondo corso UEFA per arbitri di calcio a 5, sempre nel 2005 è nominato istruttore FIFA.
Nel 2004 è stato istruttore e osservatore nel FIFA Futsal World Championship 2004 a Taiwan, mentre nel 2005 all'UEFA Futsal Championship 2005 in Repubblica Ceca e nel 2007 all'UEFA Futsal Championship 2007 in Portogallo oltre agli incarichi di istruttore e osservatore aggiunge quello di designatore.
Il 19 novembre 2007 è nominato da Ángel María Villar componente della neocostituita sottocommissione specifica per gli arbitri di calcio a 5.
Nel 2008 è nominato istruttore nella FIFA Futsal World Cup 2008 in Brasile e, quello stesso anno, istruttore e designatore al Campionato europeo di calcio a 5 Under-21 2008 di San Pietroburgo.